# Большая Нога
Больша́я Нога́ (Си Танка), также известный как Пятни́стый Лось (1824? — 29 декабря 1890) — вождь индейского племени миннеконжу. Он был сыном вождя Длинного Рога, после смерти которого стал вождём племени. Был убит в 1890 году в Южной Дакоте вместе с более чем 300 его соплеменниками в столкновении с армией США, известном как Бойня на ручье Вундед-Ни.

## Ранние годы в качестве вождя
Си Танка родился в период между 1820 и 1825 годами в племени миннеконжу народности сиу. В молодости он ничем не прославился, но после смерти отца, вождя Длинного Рога, в 1875 году Большая Нога стал вождём миннеконжу. Среди представителей своего народа он вскоре стал известен как умелый политик и дипломат.
В 1876 году Большая Нога присоединился к Сидящему Быку и Неистовому Коню в войне против армии США, однако значительной роли в военных действиях он не сыграл. После сиуских войн правительство отправило миннеконжу в индейскую резервацию Шайенн-Ривер в Южной Дакоте. Большая Нога решил, что для его племени будет лучше приспособиться к жизни в резервации и перенять образ жизни белых людей, сохранив при этом язык и культурные традиции лакота. Миннеконжу занялись оседлым земледелием — стали выращивать кукурузу одними из первых среди американских индейцев, руководствуясь правительственными стандартами. Большая Нога укреплял мир между своими людьми и белыми поселенцами, он в качестве племенного делегата посещал Вашингтон и пытался добиться создания школ на территории сиу.

## Участие в движении «Танец духов»

### Новое религиозное движение
Из-за плохих условий жизни в резервациях индейцы лакота находились в глубоком отчаянии; к 1889 году они стали искать радикальное средство против своих непрекращающихся злоключений. Им стало движение под названием «Пляска Духа», новая религия, созданная пророком Вовокой из племени южных пайютов. Большая Нога и его племя с большим энтузиазмом отнеслись к церемонии Танца духов.
Хотя правилами резервации запрещалось практиковать религию, движение широко распространялось по лагерям индейцев, из-за чего местные агенты по делам индейцев стали бить тревогу. Некоторым агентам удалось самостоятельно навести порядок, другие вынуждены были прибегнуть к помощи федеральных войск.

### Приглашение вождя Красное Облако
После того, как Сидящий Бык был убит в резервации Стэндинг-Рок в 1890 году, его люди решили искать защиту у Большой Ноги. В декабре 1890 года, опасаясь арестов и правительственных репрессий, Большая Нога повёл племя на юг, в резервацию Пайн-Ридж, куда его пригласил вождь Красное Облако. Красное Облако надеялся, что авторитетный вождь Большая Нога поможет ему заключить мир. А Большая Нога надеялся найти в Пайн-Ридж безопасное убежище, его люди не собирались сражаться с войсками и шли с белым флагом.

## Бойня на ручье Вундед-Ни
28 декабря 7-й кавалерийский полк перехватил племя Большой Ноги на пути в Пайн-Ридж. Вождь, тяжело больной пневмонией, сдался без сопротивления. Кавалеристы доставили индейцев к ручью Вундед-Ни, где находился лагерь. Ночью Большая Нога и его люди разбили лагерь, а хорошо вооруженные солдаты держали их в окружении. Утром прибыл полковник Джеймс Форсайт и принял командование над войсками. Перед отправлением он приказал забрать у индейцев оружие, однако после случайного выстрела солдаты открыли стрельбу по безоружным сиу из пушек, винтовок и пистолетов. В бойне погибло 153 человека: мужчины, женщины и дети. Среди них был и Большая Нога.

## См также
- Сиу (народ)
- Народы сиу